# Benedikt Sauter
Benedikt Sauter (24. srpna 1835 Langenenslingen – 7. června 1908 Praha) byl německý římskokatolický duchovní, benediktin a v letech 1885-1908 opat pražského Emauzského kláštera. Byl druhým opatem kláštera od jeho předání benediktinské beuronské kongregaci v roce 1880.

## Život
Pocházel z Württemberska v jihozápadním Německu. Po krátkém působení jako diecézní kněz vstoupil (jako vůbec první novic) do nově založeného benediktinského kláštera v Beuronu. Kanonický noviciát vykonal v opatství sv. Petra v Solesmes, kde již tehdy tamní komunita velmi dbala o pěstování gregoriánského chorálu (v čemž pokračuje dodnes). V roce 1880 se stal převorem v pražských Emauzích a o pět let později se stal tamtéž opatem. V klášteře v letech 1880-1885 proběhla přestavba, která dala areálu podobu, kterou si udržel až do 14. února 1945, kdy vyhořel během spojeneckého náletu.
Opat Benedikt usiloval o to, aby se z Emauz stalo centrum liturgického hnutí a ideové obnovy mnišského života. Podporoval rovněž záměr vzniku kláštera sester benediktinek s kostelem sv. Gabriela na Smíchově. Tento kostel s klášterem byl vysvěcen v roce 1891 a od počátku byl provázán s Emauzským klášterem tím, že sloužit bohoslužby do něj docházeli emauzští mniši.
Opat Benedikt Sauter zemřel v roce 1908. V areálu kláštera naň upomíná mozaika sv. Josefa v nadživotní velikosti s nápisem ITE AD JOSEPH – "Jděte k Josefovi" (Gn 41, 55 (Kral, ČEP)) a stručnou latinskou zmínkou, že je věnována památce opata Sautera. Mozaika se nachází ve středu čelní stěny budovy konventu směrem k Palackého náměstí a řece Vltavě. Dnes ji zčásti zakrývá mladší budova, ve které sídlí zdravotnické zařízení.